# Convolvulus incisus
Convolvulus incisus là một loài thực vật có hoa trong họ Bìm bìm. Loài này được Choisy mô tả khoa học đầu tiên.